# Луиза фон Хесен-Дармщат (1761 – 1829)
Луиза Хенриета Каролина фон Хесен-Дармщат (на немски: Luise Henriette Karoline von Hessen-Darmstadt; * 15 февруари 1761, Дармщат; † 24 октомври 1829, Ауербах, днес част от Бенсхайм) е принцеса от Хесен-Дармщат и чрез женитба ландграфиня на Хесен-Дармщат (31 октомври 1785 – 13 август 1806) и велика херцогиня на Хесен и при Рейн (13 август 1806 – 24 октомври 1829).

## Живот
Дъщеря е на Георг Вилхелм фон Хесен-Дармщат (1722 – 1782), принц и ландграф на Хесен-Дармщат, и съпругата му Мария Луиза Албертина фон Лейнинген-Дагсбург-Фалкенбург (1729 – 1818), дъщеря на граф Кристиан Карл Райнхард фон Лайнинген-Дагсбург. Сестра е на Августа Вилхелмина (1765 – 1796) от 1785 г. съпруга на херцог Максимилиан Йозеф фон Цвайбрюкен, бъдещ крал на Бавария.
Принцесата е от 1770 г. в свитата на Мария Антоанета, когато тя пътува за женитбата ѝ във Франция. С френската кралица Луиза си кореспондира до 1792 г.
Луиза се омъжва на 19 февруари 1777 г. в Дармщат за братовчед си тогавашния наследствен принц Лудвиг I фон Хесен-Дармщат (1753 – 1830), който от 1790 г. е ландграф като Лудвиг X, и от 1806 г. първият велик херцог на Хесен и при Рейн. Двамата живеят в Дармщат и в лятната резиденция, дворцовия парк „княжески лагер“ в Ауербах, днес в град Бенсхайм.
В нейния двор често е Йохан Волфганг фон Гьоте и в нейния салон Фридрих Шилер чете от неговия Дон Карлос. Наполеон обещал на красивата и много умна Луиза да ѝ даде корона.

## Деца
- Лудвиг II (1777 – 1848), велик херцог на Хесен и при Рейн, женен 1804 г. за Вилхелмина от Баден (1788 – 1836)
- Луиза Каролина (1779 – 1811), омъжена 1800 г. за принц Лудвиг фон Анхалт-Кьотен (1778 – 1802)
- Георг (1780 – 1856), генерал на инфантерията, женен (морг.) 1804 г. за Каролина Тьорьок де Сзендрьо (1786 – 1862), „фрайфрау фон Менден“ 1804, „графиня на Нида“ 1808, „принцеса на Нида“ 1821; (развод 1827)
- Фридрих (1788 – 1867), руски генералмайор, генерал на Велико херцогство Хесен
- Емил (1790 – 1856), пруски политик и военачалник, генерал-лейтенант
- Густав (1791 – 1806)